# بیابان شمالی آسیای مرکزی
بیابان شمالی آسیای مرکزی بوم‌ناحیه‌ای در زیست‌بوم بیابان‌ها و درختچه‌زارهای خشک است که در منطقه آسیای مرکزی و در کشورهای قزاقستان و ازبکستان قرار دارد. میزان بارش سالانه این بوم‌ناحیه بین ۱۰۰ تا ۱۵۰ میلیمتر (۴ تا ۶ اینچ) است. زمستان‌ها با دمای −۱۰ تا −۱۵ درجه سلسیوس (۱۴ تا ۵ درجه فارنهایت) سرد و تابستان‌ها با دمای در حدود ۲۵ درجه سلسیوس (۷۷ درجه فارنهایت) گرم است. طیف وسیعی از انواع زیستگاه از جمله دشت‌های نمکی، بیابان‌های رسی، بیابان‌های سنگی و برخی از انواع بیابان‌های ماسه‌ای در آن وجود دارد. پوشش گیاهی از بوته‌های کمیاب خشک شامل درمنه (Artemisia) و علف شور (Salsola) تشکیل شده است. جانوران این بوم‌ناحیه متنوع است و پستانداران و پرندگان، تعداد زیادی خزندگان و بسیاری از گونه‌های بی‌مهرگان در آن وجود دارد. برخی از مناطق حفاظت‌شده در بوم‌ناحیه بیابان شمالی آسیای مرکزی وجود دارند، اما بخش‌های دیگری از آن به دلیل تبدیل اراضی طبیعی به زمین کشاورزی، چرای بی‌رویه و شکار غیرقانونی در حال تخریب هستند.

## جغرافیا
بیابان شمالی آسیای مرکزی جنوب قزاقستان و بیشتر ازبکستان را در بر می‌گیرد. آب و هوای این بوم‌ناحیه نمونه‌ای از اقلیم بیابانی سرد است؛ میانگین دما در ماه ژانویه از −۱۰ درجه سلسیوس (۱۴ درجه فارنهایت) تا −۱۵ درجه سلسیوس (۵ درجه فارنهایت) است، در حالی که میانگین دمای ژوئیه به ۲۴ درجه سلسیوس (۷۵ درجه فارنهایت) تا ۲۶ درجه سلسیوس (۷۹ درجه فارنهایت) نیز می‌رسد. به‌طور متوسط، میزان بارندگی سالانه بین ۱۰۰ میلیمتر (۳٫۹ اینچ) تا ۱۵۰ میلیمتر (۵٫۹ اینچ) است. توپوگرافی بوم‌ناحیه بیابان شمالی آسیای مرکزی متنوع است و بیابان‌های نمکی دارای خاک سولونچاک با تعداد زیادی کفه نمکی، بیابان‌های رسی، بیابان‌های صخره‌ای و منطقه کوچکی از بیابان ماسه‌ای در بخش جنوبی منطقه از ویژگی‌های آن است.

## گیاگان
پوشش گیاهی غالب بیابان شمالی آسیای مرکزی از نوع درختچه‌ای و نیمه درختچه‌ای همراه با انواع مختلف گونه‌های سازگار با انواع مختلف خاک موجود در آن است. بیابان‌های رسی زیستگاه جوامع گیاهی مانند Anabasis salsa، علف شور (Salsola) شرقی و گونه‌های مختلف سرده درمنه مانند A. terrae albae، گونه A. turanica و A. gurganica هستند. بیابان‌های سنگی عمدتاً زیستگاه Salsola arbusculae formis و Nanophyton erinaceum هستند، در حالی که بیابان‌های نمکی دارای خاک سولونچاک زیستگاه گونه‌های گیاهی نیمه درختچه‌ای Ceratoides papposa، گونه Artemisia terrae albae، انواع گونه‌های massagetovii، گونه A. santolina و نیز A. songarica و گونه‌های درختچه‌ای مانند اسکنبیل (Calligonum aphyllum)، گونه Ephedra lomatolepis و همچنین گونه‌های علفی مانند چمن گندمی (Agropyron fragile) است.

## زیاگان
پستانداران بیابان شمالی آسیای مرکزی شامل خارپشت گوش‌بلند (Hemiechinus auritus)، خرگوش صحرایی شرقی (lepus tolai)، گونه‌های متعدد جربیل و موش دوپا، کل سکایی (Saiga tatarica)، قاقم دورنگ دشتی (Mustela eversmanni)، آهوی ایرانی (Gazella subgutturosa )، گور آسیایی (Equus hemonius) و انواع دانه‌دوست‌ها (Spermophilus) است.
پرندگان این بوم‌ناحیه شامل چکچک (Oenanthe isabellina, O. deserti)، سسک بیابانی (Sylvia nana)، غراب گردن‌قهوه‌ای (Corvus ruficollis)، گونه در معرض خطر هوبره آفریقایی (Chlamydotis undulata)، باقرقره شکم‌سیاه (Pterocles orientalis)، عقاب طلایی (Aquila chrysaetos)، عقاب صحرایی (Aquila rapax)، کرکس کوچک (Neophron percnopterus) و بالابان (Falco cherrug) است.
خزندگان متعددی را می‌توان در این بوم‌ناحیه بیابانی یافت، از جمله انواع مختلف مارمولک‌های آگاما (Agama)، اسکینک گکو رستموف (Teratoscincus scincus rustamovi)، مارمولک-مار چرنوف (Ophimorus chernovi)، مارمولک شنی فرغانه (Eremias scripta pherganensis)، بزمجه بیابانی (Varanus griseus) و مار کبرای آسیای مرکزی یا کبرای خزری (Naja oxiana).
بی‌مهرگان بوم‌ناحیه بیابان شمالی آسیای مرکزی به ویژه در بیابان‌های ماسه‌ای بسیار غنی است و این بوم‌ناحیه زیستگاه انواع ملخ‌ها، قاب‌بالان، پروانه‌ها، موریانه‌ها و مورچه‌ها است.

## وضعیت حفاظت و تهدیدها
وضعیت حفاظت از این بوم‌ناحیه به عنوان «آسیب‌پذیر» ذکر شده است. مهم‌ترین عواملی که یکپارچگی بوم‌ناحیه را به خطر می‌اندازد شامل تبدیل زیستگاه‌های طبیعی به زمین کشاورزی، شکار بیش از حد و فعالیت‌های شکار غیرقانونی و استفاده از گیاهان برای اهدافی مانند تولید هیزم و ابریشم است. مناطق حفاظت‌شده این بوم‌ناحیه شامل ذخیره‌گاه طبیعی بارسا-کلمس در جزیره‌ای در دریاچه آرال، ذخیره‌گاه کاپلانکیر، ذخیره‌گاه استیورت و پارک ملی آلتین-ایمل در قزاقستان است.